# ダイジェスティブビスケット
ダイジェスティブ ビスケット（英語: Digestive biscuit）とは、1839年に二人のスコットランド人医師が開発した消化に良い甘みのあるビスケットである。
ダイジェスティブ（消化性）と名付けられたのは、最初に作られた際に制酸薬として機能する重曹を入れていたことによる。歴史的に、焼く前に小麦粉中に存在するデンプンをデンプン分解酵素で「消化（digest）」させた麦芽エキスを使用した生産者もいた。
1892年に大規模生産されるようになり、チョコレートを加えたビスケットは1925年に製造されるようになった。熱い紅茶に浸して食べるのが、名誉ある伝統的な食べ方である。